# Eprint
Una impressió electrònica, eprint o e-print és una versió digital d'un document de recerca (normalment un article de revista, però també podria ser una tesi, paper de conferència, capítol de llibre, o un llibre) que és accessible en línia, des d'un dipòsit institucional, o 
un dipòsit digital central (temàtic o basat en disciplines).
Quan s'aplica a articles de revista, el terme "eprints" cobreix tant preprints (abans de la seva revisió) i postprints (després de la revisió).
Les versions digitals de materials que no siguin articles científics no s'anomenen impressions electròniques o eprints, sinó llibres electrònics.